# (73656) 1981 EW12
(73656) 1981 EW12 – planetoida z pasa głównego asteroid okrążająca Słońce w ciągu 3,44 lat w średniej odległości 2,28 j.a. Odkryta 1 marca 1981 roku.